# 西康科德 (明尼蘇達州)
西康科德（英語：West Concord）是一個位於美國明尼蘇達州道奇縣的城市。

## 人口
根據2020年美國人口普查的數據，西康科德的面積為2.79平方千米，當中陸地面積為2.79平方千米，而水域面積為0.00平方千米。當地共有人口861人，而人口密度為每平方千米309人。